# Сантервас-де-ла-Вега
Сантервас-де-ла-Вега (ісп. Santervás de la Vega) — муніципалітет в Іспанії, у складі автономної спільноти Кастилія-і-Леон, у провінції Паленсія. Населення — 517 осіб (2010).
Муніципалітет розташований на відстані близько 250 км на північ від Мадрида, 60 км на північ від Паленсії.
На території муніципалітету розташовані такі населені пункти: (дані про населення за 2010 рік)
- Сантервас-де-ла-Вега: 294 особи
- Вільяпун: 75 осіб
- Вільярробехо: 148 осіб

## Демографія
Динаміка населення (INE ):